# Petit Morin
Petit Morin é um rio localizado na França.